# Trapezoideus exolescens
Trapezoideus exolescens е вид мида от семейство Unionidae. Видът не е застрашен от изчезване.

## Разпространение
Разпространен е в Индия (Асам, Манипур, Мизорам и Нагаланд), Камбоджа, Мианмар и Тайланд.